# Cesare Pozzo (politico)
Cesare Pozzo (Torino, 7 luglio 1926 – 15 giugno 2012) è stato un politico italiano.

## Biografia
Cresciuto a Padova. La svolta politica di Pozzo iniziò a Trieste l'8 marzo del 1953, quando dopo un comizio del segretario nazionale del MSI Augusto De Marsanich, un gruppo di giovani missini improvvisò un corteo lungo le vie della città. Il gruppo, si diresse verso la sede del Fronte dell'Indipendenza, partito composto in parte dalla minoranza slovena, intonando slogan per l'Italia e contro Tito e la Jugoslavia comunista. Nei pressi della sede indipendentista, un ordigno lanciato da mano ignota, ferì gravemente (avampiede sinistro sfracellato) il ventisettenne Cesare Pozzo, insieme a Fabio De Felice e altre 22 persone tra manifestanti e passanti. Negli ambienti missini e nazionalisti Pozzo e De Felice vennero considerati degli eroi. Il MSI per onorarli decise di candidarli al Parlamento alle elezioni nazionali del 7 giugno del 1953. I due verranno entrambi eletti alla Camera (II Legislatura), fino al 1958.
La vedova del martire di Spalato, Francesco Rismondo regalò a Pozzo la medaglia d'oro del marito irredento.
Giornalista professionista, fu direttore della testata Risveglio nazionale, redattore del Secolo d'Italia e capo ufficio stampa del MSI.
Pozzo tornò in Parlamento nel 1979, eletto per il MSI in Piemonte al Senato. Verrà riconfermato fino al 1994, quando fu eletto con Alleanza Nazionale, restando a Palazzo Madama fino al 1996.
Nel MSI fu segretario regionale per il Piemonte e vicepresidente vicario del gruppo al Senato dal 1992 al 1994.